# Козлово (Нюксенский район)
Козлово — деревня в Нюксенском районе Вологодской области.
Входит в состав Городищенского сельского поселения, с точки зрения административно-территориального деления — в Городищенский сельсовет.
Расстояние по автодороге до районного центра Нюксеницы — 38 км, до центра муниципального образования Городищны — 2 км. Ближайшие населённые пункты — Городищна, Жар, Бор, Лопатино, Нижняя Горка, Макарино.
По переписи 2002 года население — 25 человек (10 мужчин, 15 женщин). Всё население — русские.